# Dům Strach
Dům strach je lyrická básnická sbírka od autora Jana Zahradníčka. Kniha vyšla poprvé roku 1981 v exilovém nakladatelství ’68 Publishers v Torontu, pod vedením manželů Škvoreckých. V Československu vychází soubor Dům strach v edici Expedice roku 1984. Jeho básně byly často zařazovány i do samizdatových sborníků. Básně vznikaly během let 1951–1955, kdy autor pobýval ve vězení z důvodu jeho politicky nevyhovujících názorů. Avšak motiv vězení se ve sbírce ani zas tolik nevyskytuje, soustředí se hlavně na přírodu a návrat k ní, proměny v přírodě, liturgické svátky. Sbírka je plná biblických motivů a popisuje atmosféru 50. let v komunistickém Československu.

## Historický kontext
V červnu roku 1951 byl Jan Alois Zahradníček odsouzen na základě vykonstruovaného procesu za špionáž a rozvracení socialismu. Spolu s ním byli odsouzeni i další katolicky orientovaní intelektuálové, byli označeni za tzv. protistátní skupinu. Mezi dalšími odsouzenými byl například i nakladatel Ladislav Kuncíř, literární kritik Bedřich Fučík, básník František Křelina a další. Právě Zahradníčkova ideologická nepohodlnost režimu a současně jeho kritika vedly k tomu, že byl podle nepodložených důkazů odsouzen ke třinácti letem ve vězení. V témže roce dokončil svou básnickou sbírku Znamení moci, která v sobě začíná zrcadlit jeho první zkušenosti s vězeňským životem. Avšak skutečnou bolest a utrpení v sobě odráží v plné míře právě sbírka Dům strach.
Později na přímluvu básníka Jaroslava Seiferta přímo u prezidenta Antonína Zápotockého mu byla zkrácena délka trestu na devět let. 
Ve věznici na Pankráci se spřátelil s hlavním vězeňským dozorcem tiskárny Václavem Sislem, což bylo právě jedním z míst, kde byl Zahradníček nucen pracovat během výkonu trestu. Václav Sisel tajně vynášel jednotlivé básně z věznice a zakopávál je u sebe na zahradě.
Znovu byly vykopány až po Zahradníčkově smrti 30. března 1968, během již probíhajícího Pražského jara.
Navazující sbírkou je jeho dílo Čtyři léta, které se obsahově věnuje spíše než vězeňské tematice vyrovnávání se ztrátou jeho dcer, které zemřely po otravě jedovatými houbami.

## Členění a motiv básní
Sbírka se skládá ze 41 básní, které mají většinou volný a nepravidelný verš. Většinou jsou sbírky vydávány na základě samizdatových edicí, které po Zahradníčkově smrti zkompletoval a chronologicky seřadil Bedřich Fučík. Část básní také sepsal po svém propuštění sám básník, který si je ukládal během svého věznění do paměti pro pozdější zapsání.
Autor syrově a bez jakýchkoli ozdob popisuje to, co ho trápí. Určité pasáže mohou působit až depresivně. Stále ale vzhlíží k Bohu a naděje upírá ke shledání své manželky Marie svých dětí. Zahradníček utíká do svých vzpomínek a ve své hlavě si vytváří zcela jiný, odlišný svět, který se nepodobá skutečnosti. Velkou inspiraci nachází v přírodě, mystice a v náboženských zpěvech. Přestože se zbavil přílišné mnohomluvnosti, dokáže svými básněmi proniknout až k jádru veškeré podstaty - k Bohu. Jeho katolická víra je základním motivem, v ní nalézá odpovědi a odvahu na zdolávání životních překážek.

## Ukázka
Ukázka z první básně básnické sbírky Co zpíval Kos zatčenému? (str.7)
„Jakým jak vyjádřiti tvůj jásot,
zvěstovateli rozbřesků, jenž sis vybral
tuto ulici, tento dům naproti mému oknu,
jež kalně mžourá
napodobujíc den a noc."